# Neil Murray
Philip Neil Murray (Edimburgo, 27 de agosto de 1950) es un bajista escocés, conocido sobre todo por su trabajo con las agrupaciones Whitesnake, Black Sabbath, Colosseum II y National Health. Murray también ha pertenecido a las bandas Gogmagog, Vow Vow, Gary Moore, Brian May, Peter Green's Splinter Group, Cozy Powell's Hammer, Company of Snakes, Rondinelli y Empire. Desde principios del año 2000 trabaja como músico permanente de Queen: el Musical, en Londres. En 2010 participó en el DVD 30 Years Aniversary Concert - Live in Tokyo de Michael Schenker Group.

## Discografía

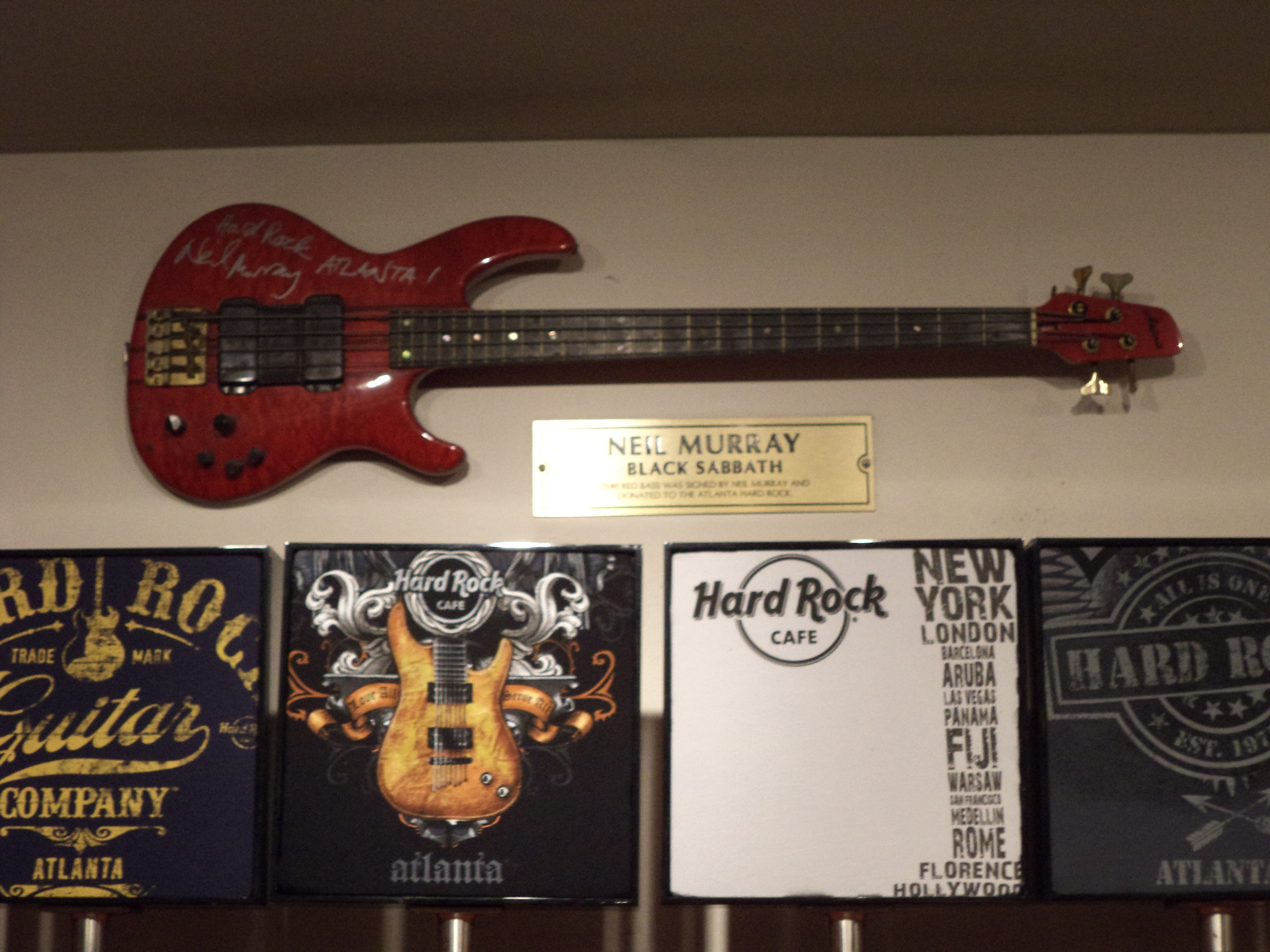
Bajo de Neil Murray exhibido en el Hard Rock Café.

### Hanson
- Hanson (1974)

### Colosseum II
- Strange New Flesh (1976)

### National Health
- National Health (1978)

### Whitesnake
- Live At Hammersmith (1978)
- Snakebite (1978)
- Trouble (1978)
- Lovehunter (1979)
- Ready an' Willing (1980)
- Live... In the Heart of the City (1980)
- Come an' Get It (1981)
- Saints & Sinners (1982)
- Slide it in’  (1984)
- Whitesnake (1987)

### Gary Moore
- Corridors of Power (1982)
- Victims of the Future (1984)
- Rockin' Every Night (1984)

### Gogmagog
- I Will Be There EP (1985)

### Vow Wow
- V (1987)
- Helter Skelter (1988)

### Black Sabbath
- Tyr (1990)
- Forbidden (1995)

### The Brian May Band
- Back to the Light (1992)
- Live At Brixton Academy (1993)
- Another World (1998)

### Peter Green Splinter Group
- Peter Green Splinter Group (1997)
- The Robert Johnson Songbook (1998)

### Company of Snakes
- Here We Go Again (2001)
- Burst The Bubble (2002)

### Empire
- Hypnotica (2001)
- Trading Souls (2002)
- The Raven Ride (2006)
- Chasing Shadows (2007)

### Rondinelli
- Our Cross, Our Sins (2002)

### M³
- Classic 'Snake Live Volume 1 (2003)